# TVC Deportes
TVC Deportes es un canal de televisión por suscripción mexicano, el cual emite programación deportiva tanto nacional como internacional; es propiedad de PCTV.

## Historia
En sus inicios, TVC Deportes era un bloque de programación que se emitía los fines de semana en el canal TVC, en donde se mostraban eventos y programas deportivos, junto con la cobertura del fútbol mexicano. Más adelante, con la adquisición de licencias de emitir partidos de la NBA, la Liga Mexicana de Béisbol, entre otros eventos, la programación de TVC llegó a ser de índole deportiva en su mayor proporción. Por ende, se vio la necesidad de crear un canal enfocado solamente en eventos deportivos. El canal posee, también, un convenio para emitir sus producciones originales con AYM Sports; además, es distribuido por Time Warner Cable en los Estados Unidos. En septiembre de 2016, el canal cambia su relación de aspecto de 4:3 a 16:9 en su señal de resolución estándar. En noviembre del mismo año, se lanza la señal en alta definición del canal por Megacable, emitiendo en simultáneo con la señal estándar.
El 1 de mayo Gerardo Velázquez de León, que ejercía como director del canal, renunció al canal, debido a desacuerdos con ejecutivos de TVC Deportes.      
Desde el 13 de abril de 2022 está TVC Deportes en Dish México en reemplazo de los canales de Fox Sports (México).

## Eventos al aire
Programación de TVC Deportes en la actualidad:

### Fútbol
- Liga de Expansión MX (de 1 a 3 partidos por Jornada incluida la Fase Final)
- Liga Premier de México (partido del día lunes)
- Chelsea TV
- Arsenal TV
- Amistosos internacionales de clubes UEFA
- Liga de Campeones Femenina de la UEFA
- Copa de Francia

### Básquetbol
- Liga ACB
- Liga Nacional de Baloncesto Profesional
- Circuito de Baloncesto de la Costa del Pacífico
- Cibacopa
- Campeonato Centroamericano de la FIBA Femenil 2022

### Tenis
- Copa Davis
- Copa Davis Juvenil
- Jalisco Open

### Voleibol
- Liga Mexicana de Voleibol Profesional

### Anteriores Derechos de Transmisión
- Liga MX (2007-2011, 2015-2016): En un principio se transmitía con un acuerdo con Televisa, cuando Televisa Deportes creó TDN, las transmisiones llegaron a su fin. En 2015 la Liga MX regresó a TVC Deportes con los derechos exclusivos del recién ascendido Dorados de Sinaloa (En 2016 terminaron las transmisiones debido al descenso del equipo).
- Bundesliga (2006-2012)
- Primera División de Argentina (2012-2015)
- WWE Monday Night RAW (2007-2014)
- Liga MX Categoría Sub-20 (2013)
- NBA* (2007-2010)
- FINA World Championship* (2007-2014)
- Juegos Olímpicos de Verano (2008-2012)
- Copa Mundial de la FIFA (2006-2010)
- AIBA Serie Mundial de Boxeo* (2012-2014)
- National Hockey League* (2009)
- AIBA Campeonato Mundial de Boxeo* (2009-2013)
- IAAF Serie Mundial de Atletismo* (2008-2014)
- Copa Federación de Tenis* (2013-2014)
- Juegos Panamericanos (2007-2011)
- Ascenso MX (2007-2014, 2016-2020)
- Major League Soccer (2013-2015)
- Liga Mexicana del Pacífico y Serie del Caribe (2010-2020): Desde la temporada 2010-2011 hasta el pasado invierno, La LMP sostuvo un acuerdo de las transmisiones con Megacable, eso le permitió a la Liga dar un enorme ascenso en diversas áreas de audiencia y comercialización. El pasado 24 de febrero de 2020, la LMP y SKY  formalizaron su acuerdo para las transmisiones de los juegos a partir de la próxima temporada A través De Sky Sports.[3]
- CMLL hasta el 2014
- GOLTV en TVC (2015-2019): Transmitió campeonatos como la liga Griega, liga Suiza, Serie B italiana, fútbol peruano, uruguayo, Coupe de France y KNVB Beker.
- Primera División Femenil (Partidos como local de Atlas, Puebla y Querétaro)
- Copa MX (Disponible en Fase de grupos y Fase final)
- Liga Mexicana de Béisbol

* Único canal mexicano con los derechos para su transmisión.

## Producciones originales
Actualmente estos programas se trasmiten también en AYM Sports y Mega Sports.

### En emisión
- TVC Deportes Al Día: Noticiario Vespertino (16:00 a 17:00)
- TVC Deportes Total: Noticiario Nocturno (22:10 a 23:10)
- TVC Deportes Total Domingo: (21:00 a 22:00)
- Gol TVC Copa MX
- Selección Total
- Extra Innings
- Liga Premier TV
- Rumbo al Ascenso

### Programas importados
- GolTV Noticias
- Fanáticos-GolTV
- Todo Gol-Deutsche Welle (Bundesliga Alemana)
- ArsenalTV
- TottenhamTV
- Arsenal 360°
- Arsenal World.
- Benfica News Tv

### Fuera del Aire
- 3.ª Caída
- RAW Countdown
- Villamelones

## Alianzas
- GolTV.
- Mega Sports.
- AYM Sports
- Grupo Multimedios Mexicanos (Teleplus MX, Teleplus MX 2, Teleplus MX Internacional)

## Competidores
- ESPN (México).
- Claro Sports.
- Fox Sports (México).
- Sky Sports.
- TUDN.
- TV Azteca Deportes

## Comentaristas
- Leonardo Villalpando Barajas
- Hugo Marcelo
- Luis Fernando Ortiz
- Gerardo Bobadilla
- Abraham Guerrero
- Axel Langle

## Retiro de señales
El 1 de abril de 2014, las cableoperadoras Cablemás y Cablevisión (actualmente Izzi Telecom), entre otras distribuidoras de televisión propiedad o con alianza a Televisa, retiraron el canal de sus parrillas de programación sin ninguna explicación previa, junto con sus canales hermanos TVC, Platino, Pánico, Cine Mexicano, canales que también son propiedad de PCTV.